# 張耽
張耽（?—?），东汉将领。
张耽担任匈奴中郎将典边。永和五年（140年）末，乌桓大人阿坚、羌渠等反汉，与南匈奴左部句龙王吾斯联合，不断攻扰东汉边郡。度辽将军马续击破句龙大人吾斯、车纽，吾斯等于九月立车纽为单于，与乌桓、羌戎联兵数万，侵寇上郡，杀都尉及军司马，迫使西河郡、上郡、朔方郡治迁徙。十一月，使匈奴中郎将张耽率领幽州乌桓、诸郡营兵进击车纽，在马邑作战。永和六年（141年）春，马续率鲜卑五千骑至谷城（今山西离石）击乌桓，斩杀数百人。五月使匈奴中郎将张耽率领吏兵，攀绳索上通天山，大破乌桓、羌胡，斩其渠帅。